# Guglielmo Bechi
Guglielmo Bechi, né en 1791 à Florence et mort le 26 juin 1852 à Naples, est un archéologue et un architecte italien.

## Biographie

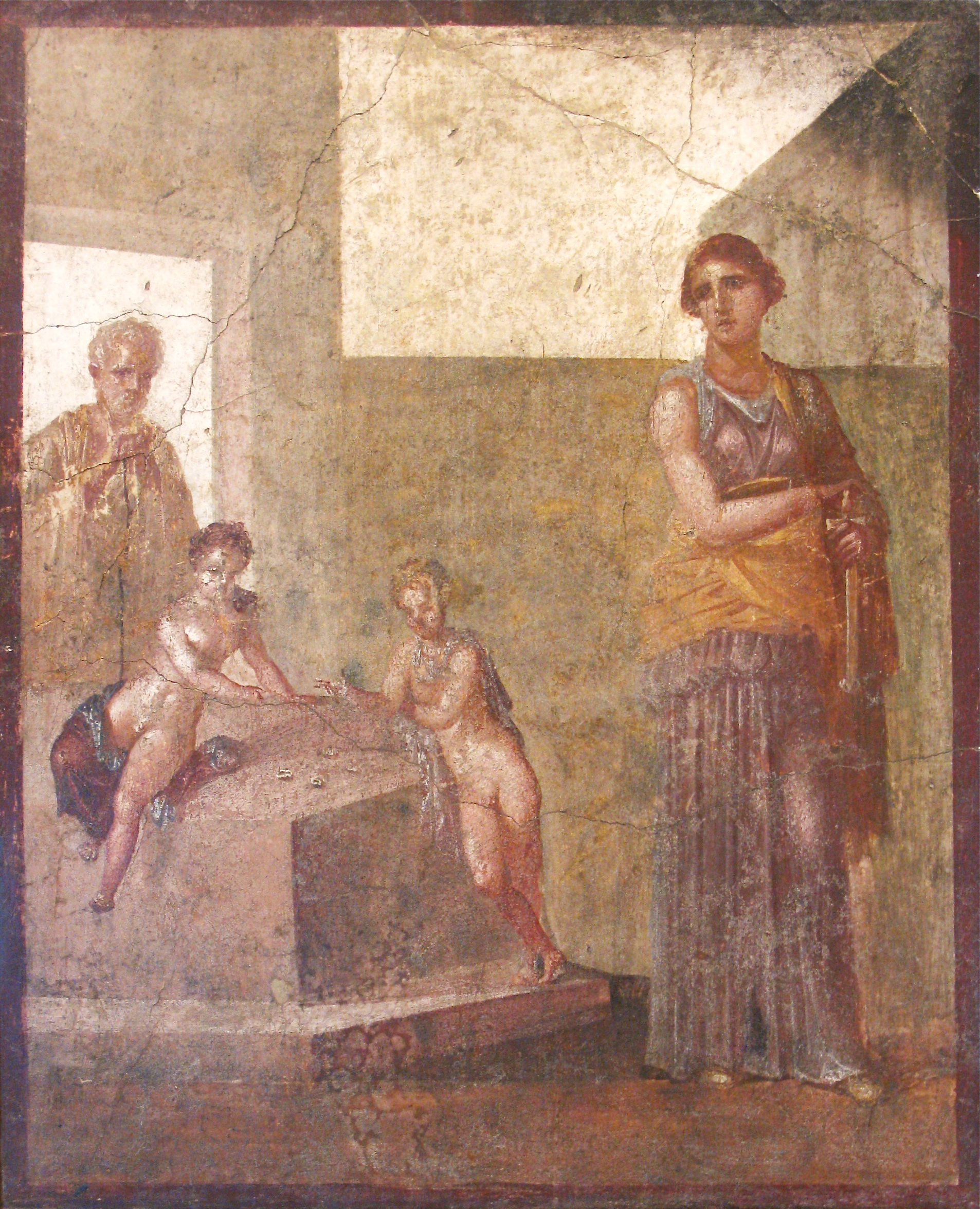
Fresque de la maison des Dioscures.

Gugliemo Bechi naît en 1791 à Florence. À la fin de ses études en 1805, il s'établit à Naples où il devient en 1815 officier à l'état-major.
Sur proposition d'Antonio Niccolini, il est nommé le 22 mars 1822 secrétaire du Regio Istituto per le Belle Arti qui vient d'être créé et qui deviendra plus tard l'Accademia di belle arti di Napoli. Il y enseigne l'histoire de l'art.
Il réalise et publie entre 1824 et 1843 les inventaires des œuvres d'art du museo Borbonico, dans lesquels ses commentaires sont remarqués. Son discours Del retto uso degli ordini di architettura e dell'abuso che si fa da alcuni moderni dell'ordine dorico, publié en 1826, exhorte les architectes à reproduire les styles de l'Antiquité classique pour éviter, selon lui, par l'usage excessif du style dorique.
Il réalise les premières fouilles de la maison des Dioscures à Pompéi — cette villa est reconstituée à Aschaffenbourg en Allemagne sous le nom de Pompejanum. Il exerce en parallèle son activité d'architecte, réalisant ou décorant les intérieurs de plusieurs bâtiments, comme le Palazzo Caracciolo di San Teodoro, le Palazzo Ruffo della Scaletta ou la Villa Doria d'Angri.
En 1851, Guglielmo Bechi est nommé directeur des fouilles de Pompéi dont il explore le site depuis plus de trente ans. Il succède ainsi à Domenico Spinelli, mais n'exerce cette activité que peu de temps, puisqu'il meurt le 26 juin 1852 à Naples.

## Publications
Sur la page qu'elle lui consacre, l'encyclopédie Treccani dresse une liste de publications de Guglielmo Bechi.